# Софійський собор (Новгород)
Собор Святої Софії в Новгороді — головний православний храм Великого Новгорода, що побудований у 1045—1050 роках, кафедральний собор Новгородської митрополії. Протягом століть — духовний центр Новгородської республіки. Один з найдавніших храмів на території Росії. Зазнав кількох перебудов і реконструкцій.

## Історія
У 1046 році великий князь Ярослав Мудрий і княгиня Ірина (Інгігерда) попрямували в Новгород з Києва до сина Володимира на закладку ним Софійського собору. Собор був закладений в Дитинці на місці Владичного двору і будувався приблизно до 1050 року замість згорілого перед цим 13-голового дерев'яного храму «з дуба о 13 верхах» 989 року, однак не на тому ж місці, а північніше.
За даними різних літописів собор в 1050 або 1052 році освятив єпископ Лука Жидята.
Храм мав п'ять нав і три галереї, у яких розташували декілька додаткових престолів. Північну галерею кілька разів перебудовували.
Спочатку стіни храму не були побілені, за винятком криволінійних у плані апсид і барабанів, покритих шаром цем'янки. Внутрішні сторони стін також були оголені, у той час як зводи спочатку обмазані цем'янкою та покриті фресками. Таке оформлення обрали під впливом архітектури Константинополя, у якій мармурове облицювання стін поєднували з мозаїками на склепіннях; однак мармур замінили вапняком, а мозаїки — фресками. Суцільно обмазані цем'янкою стіни були, ймовірно, вже в 1151 році.
На західному порталі змонтовані бронзові Магдебурзькі ворота в романському стилі з великою кількістю горельєфів і скульптур.
Не пізніше XVIII століття для зміцнення стін до південного і північного фасаду прибудували по три контрфорси. При реставрації 1893—1900 років контрфорси з південного фасаду були розібрані і було повернуто храму посводне покриття. Реставрацію собору здійснював архітектор В. В. Суслов.
У 1922 році в ході кампанії по вилученню церковних цінностей, частина церковного майна була вилучена. У 1929 році він був закритий, і в ньому відкрився антирелігійний музей, де були представлені скарби, що зберігалися в ризниці собору, як приклад багатств церкви. Під час окупації Новгорода німецько-фашистськими військами храм був пошкоджений і розграбований, після війни — повністю відновлений і став відділом Новгородського музею-заповідника. У 1991 він був переданий РПЦ і 16 серпня 1991 освячений особисто патріархом Алексієм II. У 2005—2007 проведено реставрацію куполів собору.

## Архітектурні особливості

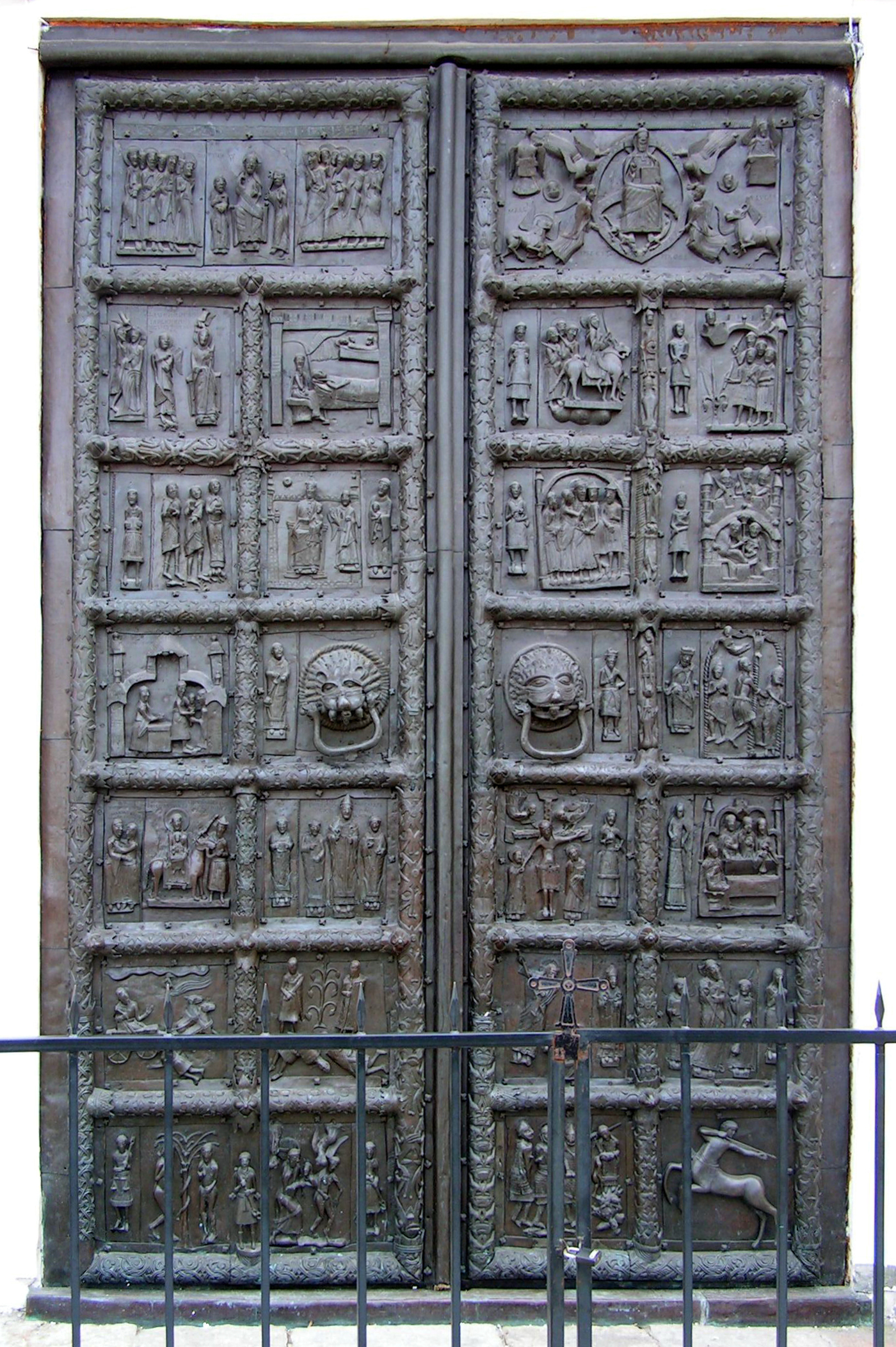
«Магдебурзькі ворота»

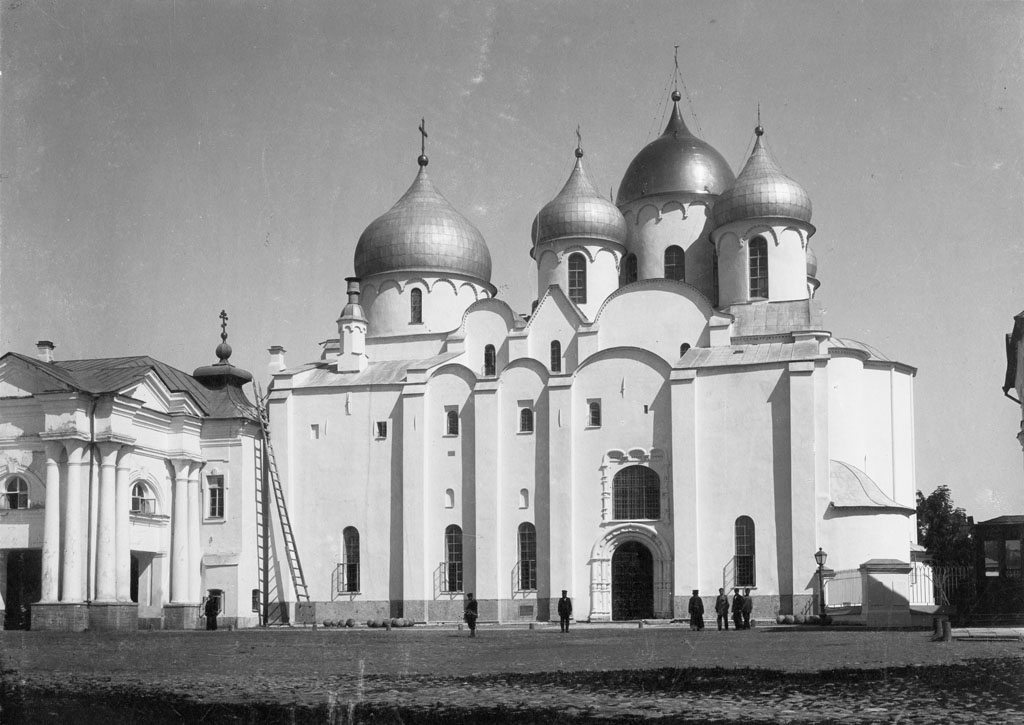
Фотографія 1900 року

Собор являє собою пятинефний хрестово-купольний храм. Храми такого типу будувалися на Русі тільки в XI столітті, до них, крім новгородської Софії, відносяться: Софійський собор у Києві і Софійський собор у Полоцьку, а також Київська церква Ірини й Георгія. Біля храму є три апсиди — центральна п'ятигранна, і бічні — округлі. З трьох сторін центральну будівлю оточують широкі двоповерхові галереї. Час виникнення галереї та її первісний вигляд є предметом наукових суперечок, але, ймовірно, вона виникла вже в процесі будівництва храму.
Собор має п'ять голів, шоста вінчає сходову вежу, розташовану в західній галереї південніше від входу. Маковиці голів виконані у формі давньоруських шоломів.
Основна площа собору (без галерей) має довжину 27 м і ширину 24,8 м; разом з галереями довжина становить 34,5 м, ширина 39,3 м. Висота від рівня давньої підлоги, знаходиться на 2 метри нижче сучасного, до вершини хреста центральної голови — 38 м. Стіни храму, що мають товщину 1,2 м, складені з вапняку різних відтінків. Камені не оброблені (підтесана лише та, що виходить на поверхню стін сторона), скріплені вапняним розчином з домішками товченої цегли (т. н. цем'янка). Арки, арочні перемички і склепіння викладені з цегли. У головній апсиді і в вітрилах під середнім барабаном внутрішні стіни заповнені голосниками — керамічними посудинами округлої форми. У деяких місцях через отвори голосники мають вихід у внутрішній простір, завдяки чому, незважаючи на значну площу будівлі, відлуння в ній відсутнє. Крім того, застосування в кладці пустотілих і одночасно округлих форм значно знизило навантаження барабана на підпружні арки.
Інтер'єр близький до київського храму, хоча пропорції витягнутих по вертикалі арок і вузьких вертикальних компартиментів між стовпами помітно відрізняються. Завдяки цьому, інтер'єр має інший характер. Деякі деталі зазнали спрощення: потрійні аркади замінені двухпрольотними (пізніше їх нижні яруси замінені широкими арками).
Софійський собор виконаний у візантійському стилі, мав пірамідальну структуру і 6 куполів.

## Розписи та ікони Софійського собору

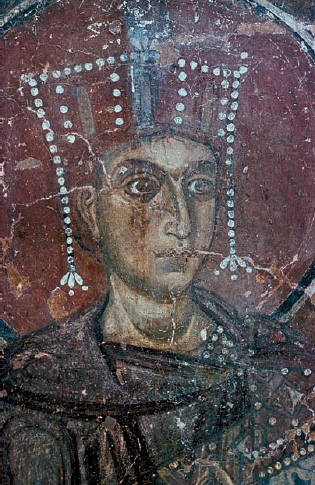
Пророк Соломон. Фреска в барабані храму

Собор остаточно розписали до 1109 року, проте від цього розпису залишилися лише фрагменти фресок центрального купола з фігурами пророків і архангелів, у центрі між якими до німецько-радянської війни був знищений від попадання снаряда образ Христа Пантократора. Крім того, у Мартир'ївській паперті збереглося давнє настінне зображення рівноапостольних Костянтина і Олени. Є версія, що це зображення повинно було стати основою для мозаїки, так як виконане сильно розведеними фарбами. Основний розпис храму, що зберігся відноситься до кінця XIX століття.
У соборі три іконостаси. Найбільш відомі з них головний (ікони XV—XVI століть, святковий ряд ікон XIV століття зберігається в експозиції музею) і Різдвяний (XVI століття, окремі ікони — XIX століття, ікона «Спас на престолі» XIV століття). Серед ікон особливо виділяються:
- Ікона Божої Матері «Знамення»
- Євфимій Великий, Антоній Великий, Сава Освячений
- Софія, Премудрість Божа (XV століття). Знаходиться в центральному іконостасі. Відрізняється великим символізмом навіть порівняно з іконами того ж типу. Наприклад, Премудрість в новгородській версії має червоний колір, означаючий жертву Христа.
- Тихвінська ікона Богородиці (XVI століття, у Різдвяному іконостасі). Ця ікона перебувала в новгородців під час укладення Столбовського світу. Риза на іконі виготовлена за замовленням царівни Софії.

## Мощі

Мартирієва паперть Софійського собору

У соборі постійно знаходяться мощі святих: Анни, князів Володимира, Мстислава і Федора, єпископів Іоакима Корсунянина, Луки Жидяти, Микити і Аркадія і архієпископів Івана, Григорія, Мартирія, Антонія, Василя Каліки, Симеона і Аффонія. Церковна атрибуція мощей, на думку радянського історика В. Л. Яніна, не відповідає історичній дійсності. Також у соборі можна бачити надгробки архієреїв XVIII—XIX ст.

## Магдебурзькі ворота
Магдебурзькі, інакше Корсунські ворота — назва бронзових дверей початку приділу Різдва Богоматері Софійського собору в Новгороді Великому; потім ці двері, відреставровані майстром Аврамом, були перенесені в західний портал собору. Протягом декількох століть ворота служили урочистим входом в собор. Нині їх відкривають лише під час свят, коли службу очолює митрополит Новгородський і Староруський.

## Хрест головного купола і легенда про голуба

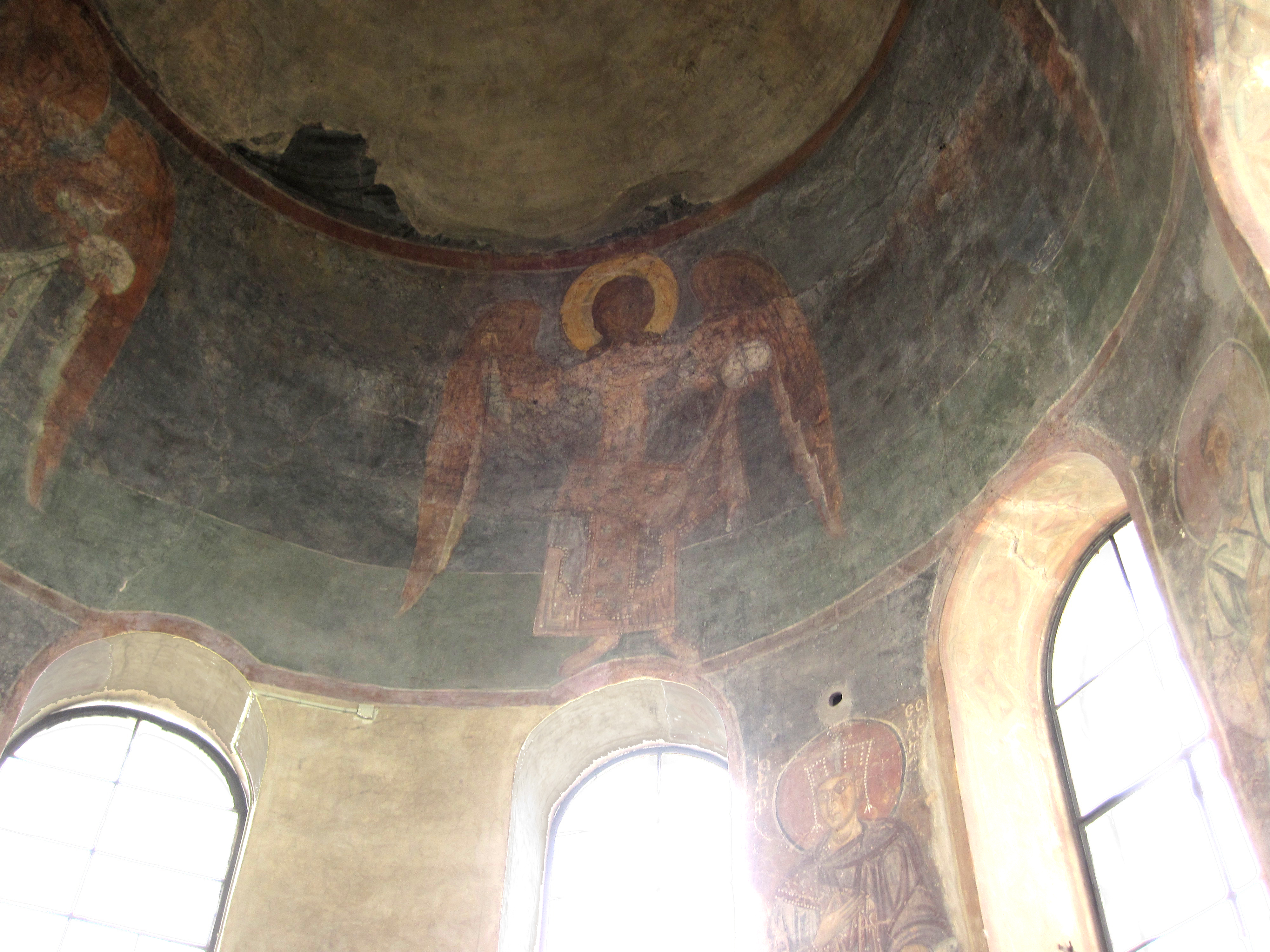
Фрагмент барабана центрального купола з втраченими фресками

На хресті центрального купола знаходиться свинцева фігура голуба — символ Святого Духа. За легендою, коли в 1570 році Іван Грозний жорстоко розправився з жителями Новгорода, на хрест Софії присів відпочити голуб. Побачивши звідти страшне побоїще, голуб скам'янів від жаху. Після Богородиця відкрила одному з ченців, що цей голуб посланий на втіху місту — і поки він не злетить з хреста, місто буде охоронятись ним.
5 липня 1942 року, під час артобстрілу радянськими військами німецької комендатури, яка розташовувалася в Кремлі (за даними розвідки, в цей день повинно було з'їхатися вище фронтове командування німецьких військ), загинуло зображення Спаса Вседержителя (розпис 1109 року) в центральному куполі собору, пошкоджені фрески в барабані, місцями були пробиті склепіння і стіни.
Під час обстрілу було випущено 80 снарядів, 5 з яких влучили в собор. За наказом німецького командування, за давно вже розробленим планом, з Новгорода до Пскова, Риги та Німеччини було вивезено багато творів мистецтва, серед яких були також цінності з Софійського собору: іконостаси, мозаїчні плити та ін.

Повислий на ланцюгах головний хрест собору за наказом коменданта міста був знятий. Золота обшивка пошкодженого купола пущена солдатами на сувеніри, що відправлялися на батьківщину (табакерки, посуд тощо). У Новгороді в той час розташовувався інженерний корпус іспанської «Блакитної дивізії», яка воювала на боці нацистської Німеччини. Хрест, як трофей, був вивезений ними в Іспанію. За запитом губернатора Новгородської області до посольства Іспанії в Росії в 2002 році було з'ясовано, що хрест знаходиться в каплиці музею Військово-інженерної академії Іспанії в Мадриді. Настоятель кафедрального Софійського собору, архієпископ Новгородський і Староруський Лев, отримавши відомості про місцезнаходження купольного Софійського хреста, при зустрічі з президентом Росії В. В. Путіним довідався про можливість повернення хреста в Новгород. У результаті переговорів російського президента і короля Іспанії іспанська сторона ухвалила рішення передати хрест Софійського собору Росії.

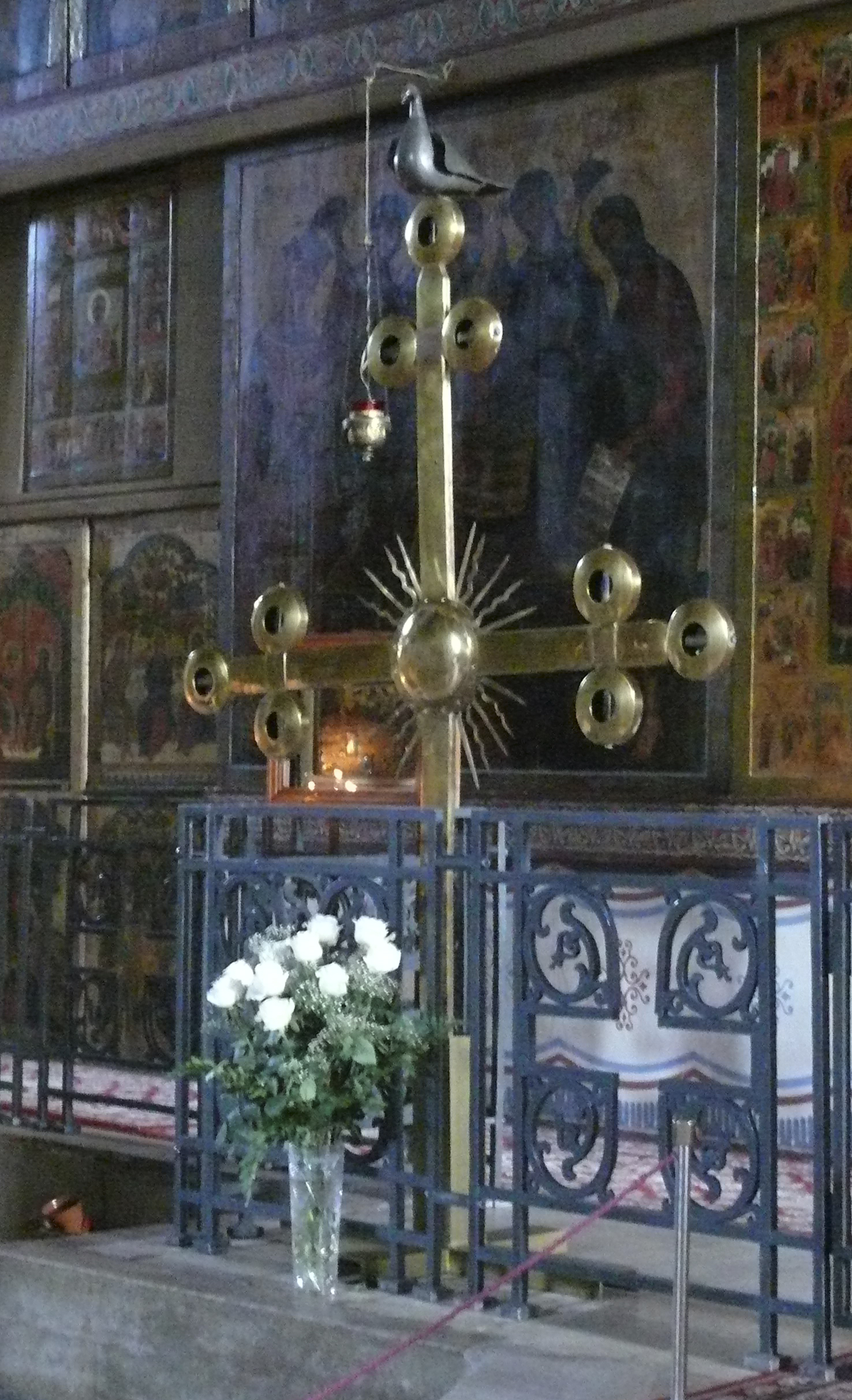
Оригінальний хрест з голубом, що вінчав собор до Другої Світової
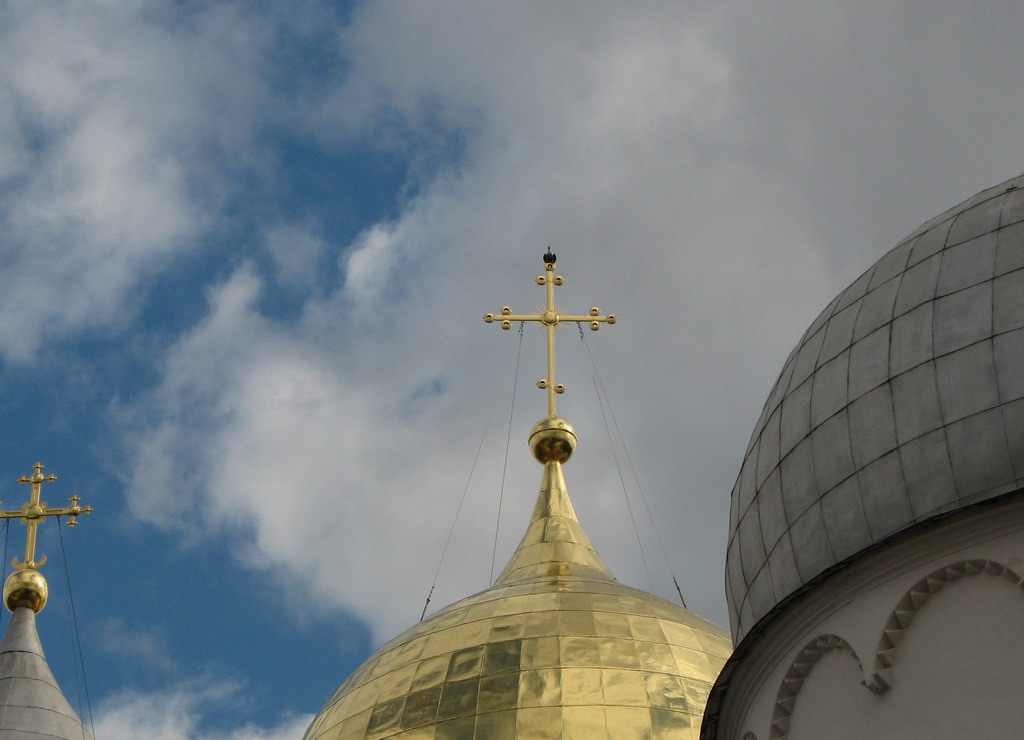
Центральний купол собору з голубом
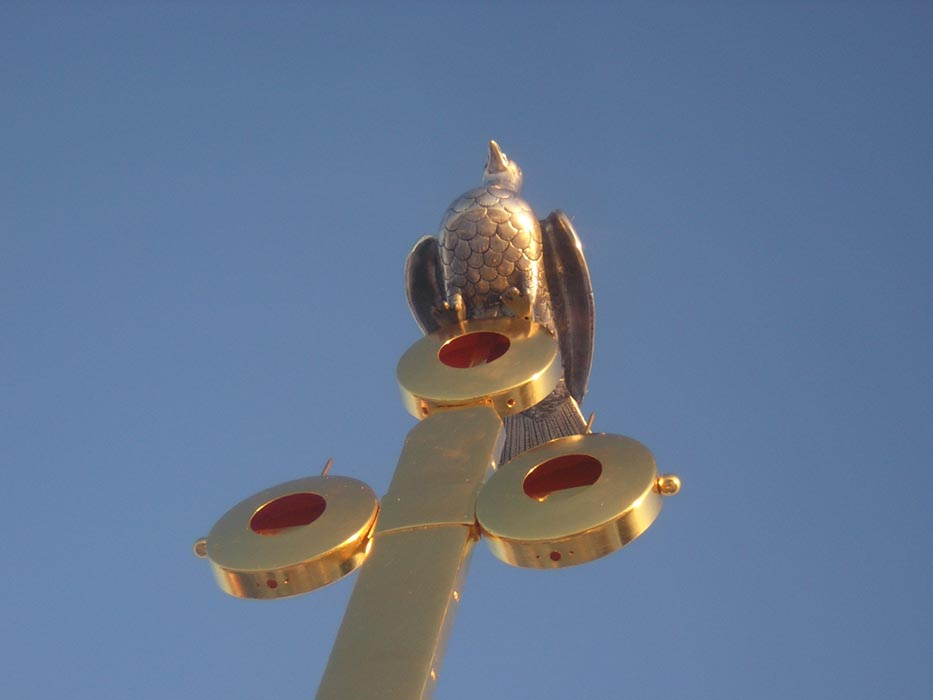
Голуб
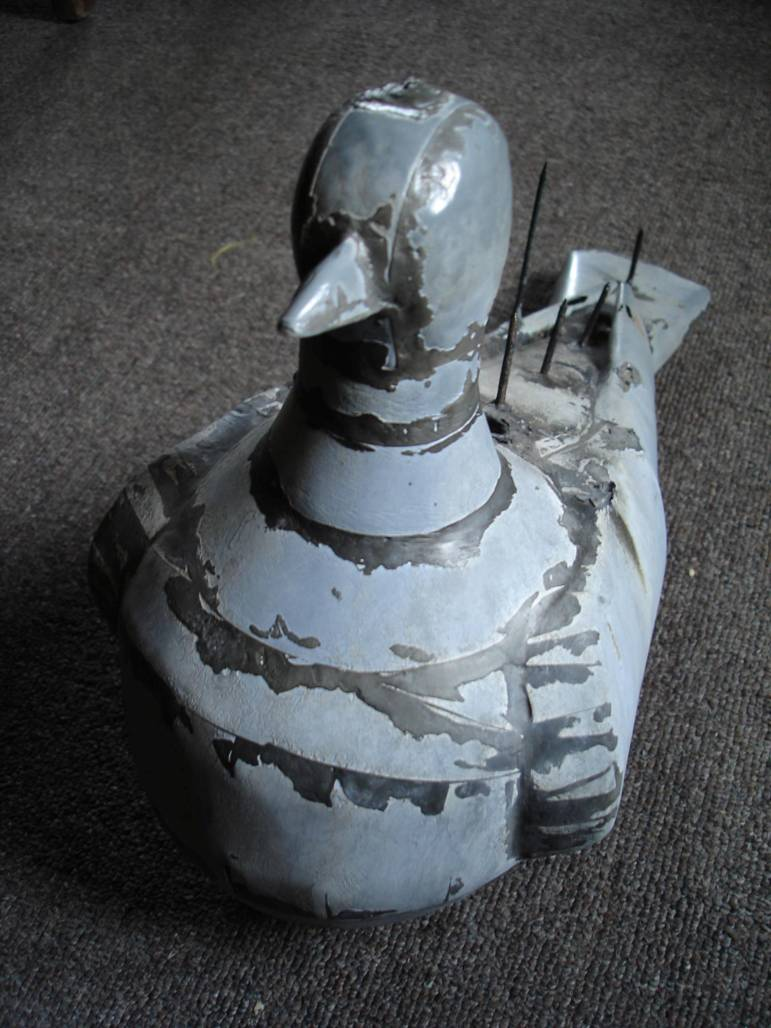
Голуб, що вінчав хрест в радянський період

16 листопада 2004 року в Храмі Христа Спасителя він був повернутий Патріарху Московському і всієї Русі Алексію II міністром оборони Іспанії і зараз розміщений всередині Софійського собору. За замовленням Новгородської адміністрації була виготовлена точна копія знайденого в Іспанії хреста. Вона передана іспанській стороні замість оригінального. Хрест нині знаходиться на центральному куполі, виготовлений у 2006 році та встановлений 24 січня 2007 року.

## Графіті Софії Новгородської
Графіті на стінах Софії Київської були відкриті наприкінці XIX століття. Стратиграфічний і палеографічний аналіз свідчать, що більше половини графіті Софії Новгородської датується другою половиною XI — початком XII століття. У 1978 році в книзі А. А. Медінцевої були опубліковані 251 напис з них 10 глаголичних, решта — кириличні. До 2012 року було відомо про 22 глаголичних написи. Всього до 2014 року відомо близько 800 текстів. Верхня дата малюнків-графіті ймовірно збігається з часом згасання традиції процарапування написів на стінах. У Софії Новгородській ця межа припадає, в основному, на XIV століття. С. А. Висоцький вважав, що написи-графіті Софії Новгородської мають побутовий характер у порівнянні з цим же матеріалом з Софії Київської. Виявлене в Новгородській Софії провіщення жерця воронів Якова Ноги щодо Хотена Носа Олексій Гіппіус вважає рідкісним уламком усної поетичної традиції, яка дійшла до нас у «Слові о полку Ігоревім», в якому епічний співак Боян названий віщим.

## Інші пам'ятки

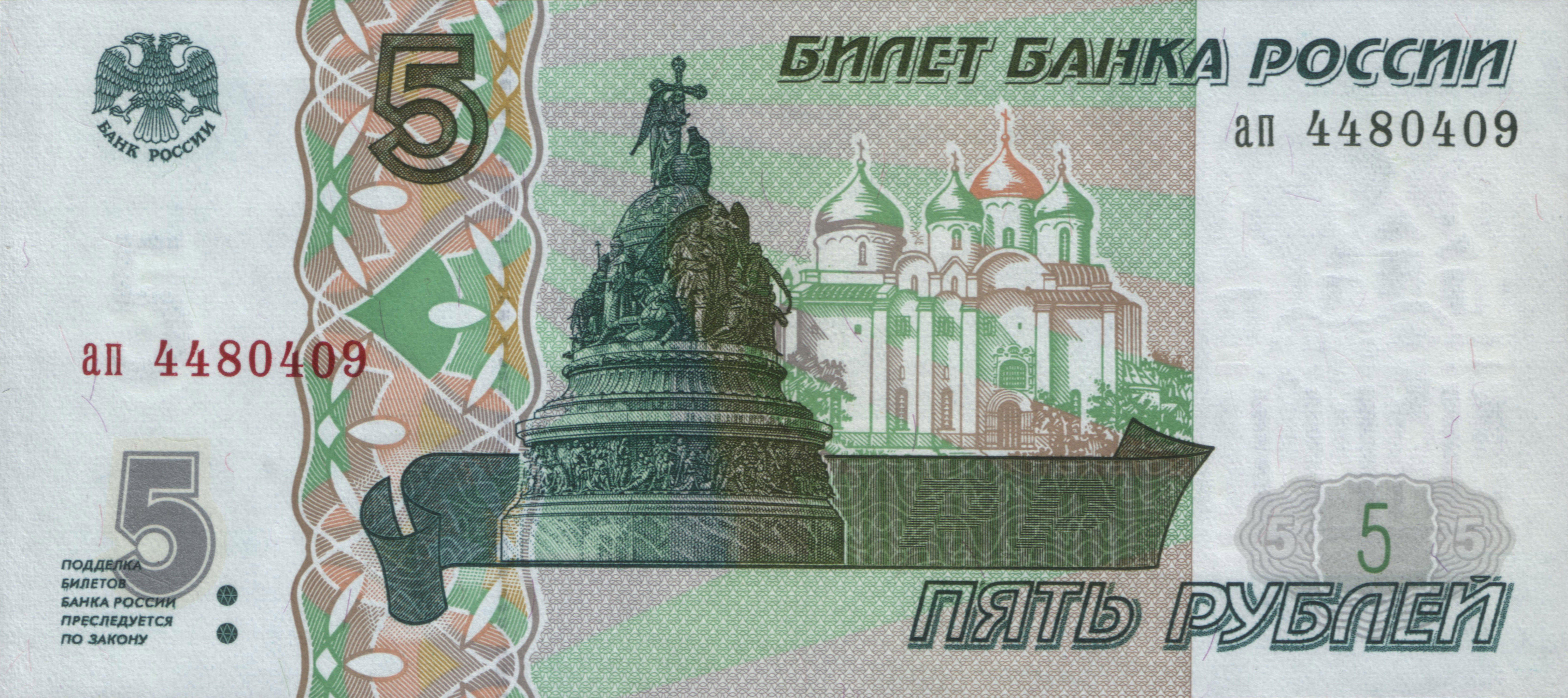
Софійський собор на 5-рублевій купюрі Росії

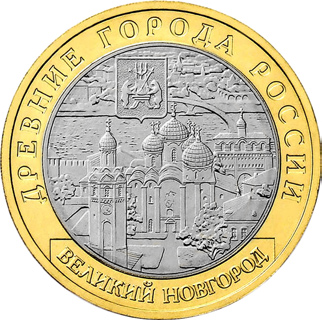
Монета із серії «Стародавні міста Росії» — Великий Новгород. В центрі диска — зображення Софійського собору

- Алексієвський хрест, споруджений у Новгороді архієпископом Московським Алексієм в 1380-х роках і, можливо, був одночасно уклінним і пам'ятним хрестом у пам'ять загиблим в Куликовській битві. Був викрадений під час Великої Вітчизняної війни, потім повернутий і поміщений в Софійський собор.[11]
- Царське молельне місце, встановлене за наказом Івана Грозного, робилося новгородськими майстрами протягом двох років.
- Панікадило головного купола, німецької роботи, подаровано Борисом Годуновим.